# Criminología del desarrollo
La criminología del desarrollo es el estudio de los cambios que se han producido durante los años en los individuos en cuanto a la conducta antisocial, es decir, conocer las causas que provocan que un individuo empiece a delinquir y su continuación.
Esta disciplina se centra en tres perspectivas:
1. El desarrollo del comportamiento delictivo y antisocial.
2. Los factores de riesgo y de protección.
3. Los efectos de aquellas actividades que se realizan durante la vida.

De esta manera, la criminología es capaz de establecer cuales son los factores sociales e individuales que influencian en los diversos momentos de la vida de las personas. Así, podremos conocer su trayectoria criminal y el grupo de delincuentes al que pertenece.
Evolutivamente, la criminología se puede entender como un sinónimo de la perspectiva de las carreras criminales. No obstante, su estudio es mucho más profundo que estas últimas. Además, debemos tener en cuenta que la carrera criminal no es una teoría del crimen, sino una manera de organizar y estructurar un conocimiento sobre las características de la delincuencia individualmente, así las aportaciones ayudan a entender la diferencia entre los delincuentes.

## Teorías
Dentro de la criminología del desarrollo nos encontramos la teoría de Moffitt acerca del desarrollo de comportamiento antisociales limitados a la adolescencia y persistentes a lo largo del curso de la vida. En esta, el punto de partida es la correlación entre la edad y el delito, distinguiendo entre: 
- Los delincuentes cuya actividad delictiva se limita únicamente a la adolescencia.
- Los delincuentes persistentes, es decir, aquellos que continúan con los delitos durante su vida.

La criminalidad es una respuesta a un proceso y según el tipo de delincuente tiene una causa u otra. Estos sujetos, en la terminología de Moffitt, limitan su criminalidad a la adolescencia, y éste es el patrón más común de los jóvenes que delinquen. Por lo que normalmente, cuando la persona comienza a crecer y madurar, se tiende a abandonar aquellos comportamiento que la sociedad considera como desviados. 
Además de Moffitt nos encontramos con Loeber y Le Blanc, quienes mantienen que la criminología debe dirigirse a conceptos que cambiantes que sean capaces de comprender las actividades delictivas. De esta forma diferencian tres etapas:
1. La activación. Esta se refiere al proceso que rige las actividades criminales.
2. La agravación. Esta se refiere al aumento de casos.
3. La desistencia. Esta se refiere al periodo de tiempo donde la delincuencia disminuye.

## La criminología del desarrollo y su estudio
Para poder realizar un buen estudio de los comportamientos delictivos, es necesario analizar cada una de las etapas del desarrollo de una persona, así como las dificultades que se presentan en cada una de ellas. 
1. Primera etapa (16-18 años): durante este período, los jóvenes intentan alejarse de sus padres y de las autoridades ya que es lo que ellos perciben como fuerzas del orden. Aquellos que más intentan lograrlo, son los mismos que posteriormente tendrán más conflictos.
2. Segunda etapa (18-22 años): en este punto se produce un distanciamiento de los jóvenes con sus familiares. Tenemos dos grupos: los que se van de casa por completo y los que siguen viviendo con sus padres pero comienzan una vida paralela con sus amigos. En este momento, debemos prestarles mucha atención ya que pueden no estar muy acertados en su toma de decisiones.
3. Tercera etapa (22-28 años): el joven ya tiene una vida totalmente independiente y comienza a crear una familia. En este momento se verán reflejados los valores transmitidos por su familia ya que aplicará lo mismo que se le ha enseñado.
4. Cuarta etapa (29-34 años): búsqueda de objetivos. Durante esta etapa la familia o pareja tiende a romperse. Esto se debe a que el joven tiene unos objetivos que quiere cumplir y puede que estos no sean compatibles con los del resto.
5. Quinta etapa (35-43 años): se siguen persiguiendo los objetivos de la anterior etapa. Esto lleva a la persona a una situación de crisis existencial que provoca episodios de ansiedad.
6. Sexta etapa (43-50 años): en esta edad, la persona ya debería haber encontrado una estabilidad, tanto económica como emocional. El problema recae en que algunos se sentirán todavía desconcertados y perdidos en el mundo, sin encontrar su lugar.
7. Séptima etapa (más de 50 años): durante esta etapa las preocupaciones disminuyen considerablemente y la persona debería comenzar a disfrutar y vivir su vida de la mejor manera posible.

Para entender por qué una persona ha cometido un delito es fundamental investigar y analizar cada una de estas etapas por separado. De esta forma averiguaremos qué etapa no ha ido como debería.